# Strobilops
Strobilops é um género de gastrópode  da família Strobilopsidae.
Este género contém as seguintes espécies:
- Strobilops aeneus Pilsbry
- Strobilops hubbardi (A. D. Brown, 1861)
- Strobilops labyrinthicus (Say, 1817)
- Strobilops sp. nov. 1